# Дарада
Дарада́ — село в Гергебильском районе Дагестана. Входит в состав сельского поселения «Сельский совет „Дарада-Мурадинский“».

## Географическое положение
Расположено в 12 км к юго-западу от села Гергебиль.

## Население
| 1926 | 1939 | 1970 | 1989 | 2002 | 2010 | 2021 |
| ---- | ---- | ---- | ---- | ---- | ---- | ---- |
| 216  | ↗254 | ↘213 | →213 | ↗597 | ↘217 | ↗396 |

Моноэтническое аварское село.